# Дніпроавіа
Дніпроавіа — колишня авіакомпанія, що базувалась в Дніпрі. Обслуговує регулярні внутрішні та міжнародні рейси, а також чартерні рейси. 2014 року Авіарейси здійснювались до міст: Батумі, Москва (Домодєдово), Дніпро, Дубай, Єреван, Баку, Івано-Франківськ, Стамбул, Київ, Тбілісі, Відень.. У листопаді 2017 року Дніпроавіа була оголошена банкрутом

## Історія
Авіакомпанія була створена в 1933 як Дніпропетровський Об'єднаний авіазагін в складі авіакомпанії Аерофлот. 22 червня 1996 авіакомпанія стала окремим підприємством, до складу якого також входив аеропорт Дніпра. Авіакомпанія належала Фонду Державного Майна України.
Дніпроавіа оголосила про збитки понад 6 млн дол. За 2006 рік, при цьому виручка збільшилася на 17 %, а перевезено було пасажирів на 54 % більше у порівнянні з попереднім роком. Авіакомпанія була вимушена припинити польоти в Німеччину в результаті протиріч, що виникли з німецькою владою з приводу відмови авіакомпанії Lufthansa в обслуговуванні в аеропорту Дніпропетровська (підконтрольного Дніпроавіа).
8 січня 2013 «Дніпроавіа», слідом за авіакомпанією «АероСвіт» i «Донбасаеро», які також входили до альянсу «Українська авіаційна група», припинила виконання рейсів і продаж квитків на своєму вебсайті. 16 січня компанія на своєму сайті повідомила про відновлення продаж квитків, а 7 лютого — про відновлення рейсів «Дніпроперовськ — Бориспіль» та «Бориспіль — Івано-Франківськ».
Станом на 2016 рік компанії різко скоротила свій власний флот до 6 Embraer 145.
30 березня 2017 року Господарський суд Дніпропетровської області постановив повернути авіакомпанію «Дніпроавіа» у власність держави. Натомість Господарський суд Києва відмовив Фонду держмайна у позові до ТОВ "Галтера" щодо розірвання договору купівлі-продажу 94,6% акцій Дніпроавіа від 28 серпня 2009 року. 15 травня 2020-го Верховний суд України залишив без змін рішення Господарського суду Києва, залишивши компанію у власності приватного власника.
2018 року авіакомпанія припинила діяльність, всі права на експлуатацію повітряних ліній були анульовані, а весь флот був переведений на Windrose.

## Флот

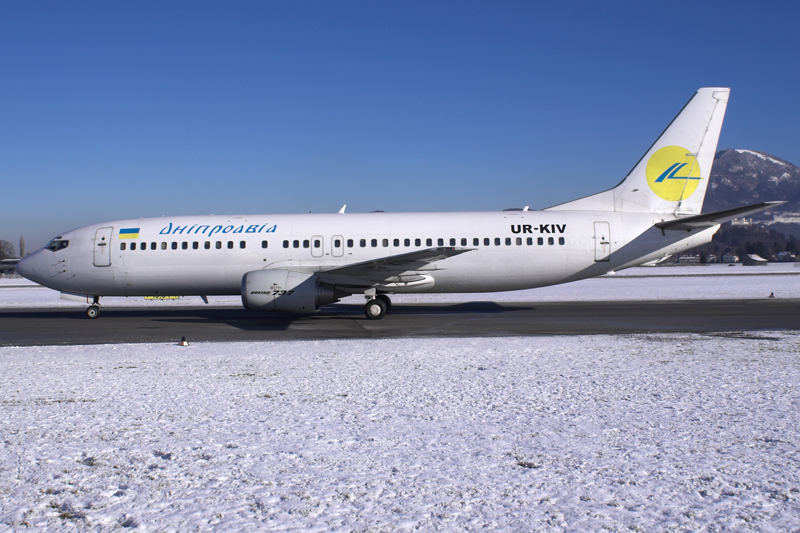
Boeing 737—400 UR-KIV (стара ліврея)

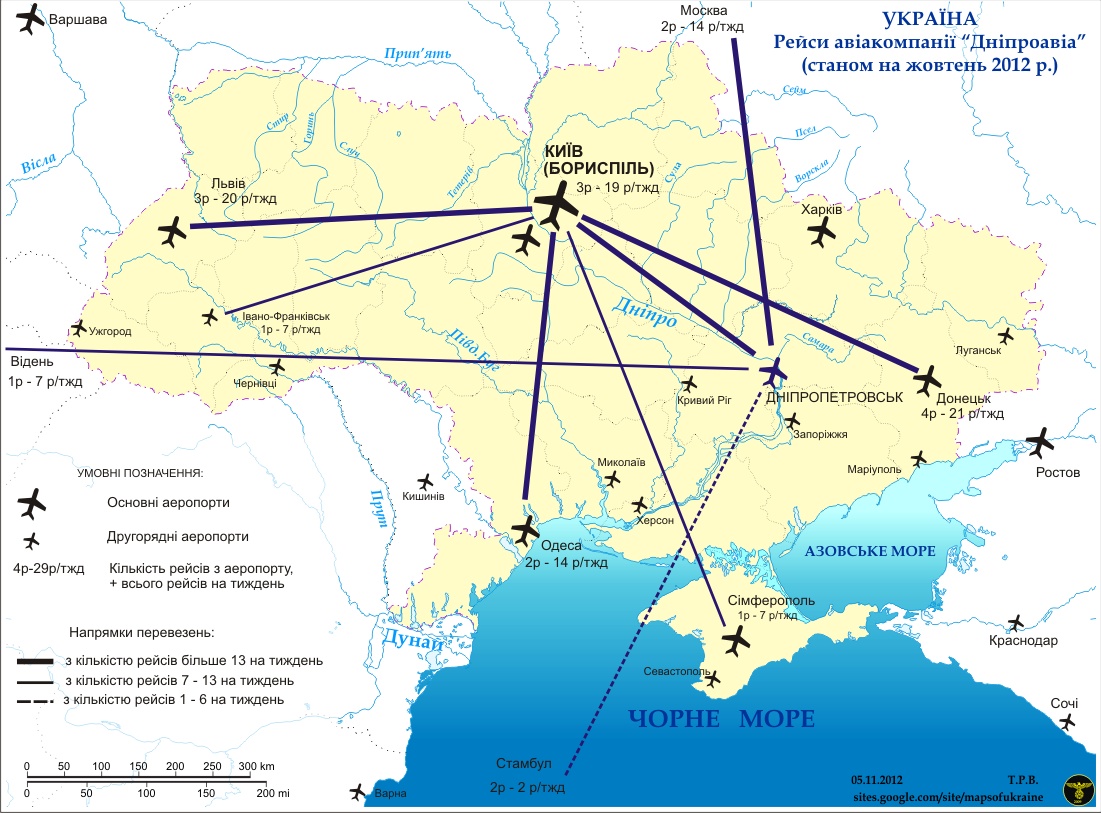
Рейси «Дніпроавіа» (2012 р.)

| № | Реєстраційний номер | Модель літака     | Кількість місць | Серійний номер | Перший політ | Історія                                          | Фото                                             |
| - | ------------------- | ----------------- | --------------- | -------------- | ------------ | ------------------------------------------------ | ------------------------------------------------ |
| 1 | UR-DNB              | Embraer ERJ 145EU | 49              | 94             | 18.11.1998   | + [Архівовано 3 квітня 2011 у Wayback Machine.]  | + [Архівовано 5 березня 2016 у Wayback Machine.] |
| 2 | UR-DNF              | Embraer ERJ 145EU | 49              | 404            | 22.03.2001   | + [Архівовано 2 березня 2011 у Wayback Machine.] | +                                                |
| 3 | UR-DNG              | Embraer ERJ 145EP | 49              | 394            | 08.03.2001   | + [Архівовано 4 травня 2011 у Wayback Machine.]  | +                                                |
| 4 | UR-DNP              | Embraer ERJ 145EP | 49              | 290            | 20.07.2000   | + [Архівовано 2 березня 2011 у Wayback Machine.] | +                                                |
| 5 | UR-DNR              | Embraer ERJ 145LR | 48              | 641            | 25.09.2002   | + [Архівовано 4 травня 2011 у Wayback Machine.]  | +                                                |
| 6 | UR-DNV              | Embraer ERJ 145LR | 48              | 445            | 31.05.2001   | + [Архівовано 2 квітня 2011 у Wayback Machine.]  | +                                                |

### Раніше використовувалися
- Ан-26
- Як-40
- Як-42
- Boeing 737[1]

### Претензії Антимонопольного комітету

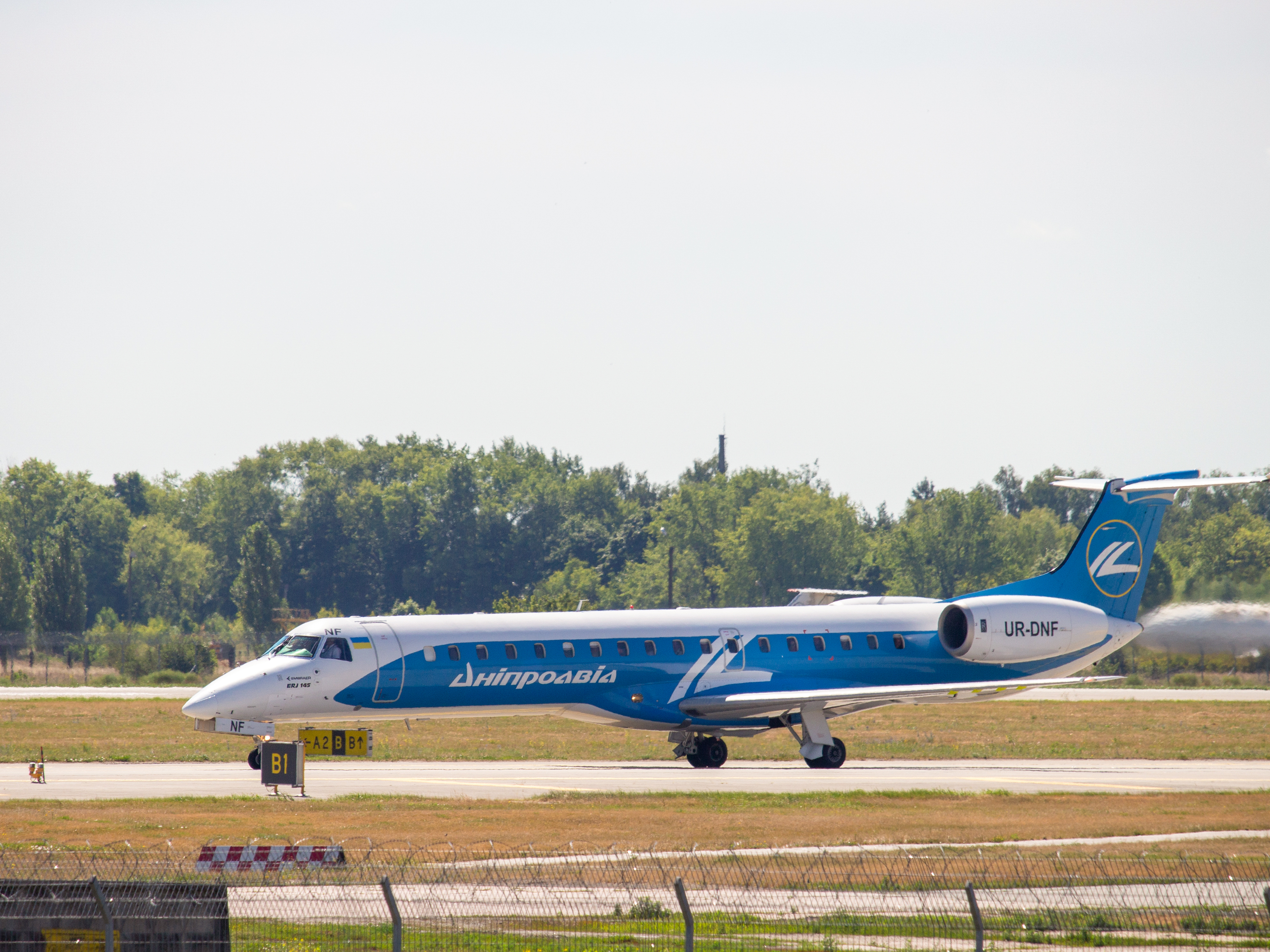
Embraer ERJ 145 UR-DNF (нова ліврея)

У вересні 2011 року Антимонопольний комітет заявив, що компанія «Дніпроавіа», яка є монополістом на деяких напрямках не обґрунтовано завищує ціни на квитки в 1,3-1,7 раза та зобов'язав перевізника знизити тарифи до рівня, який існував би в умовах конкуренції.

### Курйози
Борт UR-DNK (Embraer EMB-145EU) місяць простояв у травні 2011 року в аеропорту Шереметьєво накритий сіткою і його могли бачити всі пасажири які вилітали чи прибували до аеропорту. Він був пошкоджений там 26 квітня 2011 року під час аварійної посадки в аеропорту. Ніхто із 30 пасажирів і 4 членів екіпажу не постраждав. 26 травня літак забрали до ангара.